# ناصر الدين الأسد
ناصر الدين الأسد (1341- 1436 هـ / 1922- 2015 م) أديب وباحث وناقد أردني، يُعد أحد أبرز أعلام الأدب العربي الحديث في الأردن والعالم العربي. أسهم في تأسيس الجامعة الأردنية عام 1962 وكان أول رئيس لها، كما شغل منصب أول وزير للتعليم العالي في الأردن (1985- 1989) ضمن حكومة أحمد عبيدات. عُرف الأسد بدراساته المرجعية في الأدب الجاهلي وقضاياه، ولا سيَّما كتابه الشهير «مصادر الشعر الجاهلي وقيمتها التاريخية» الذي دحض فيه الشكوك بأصالة الشعر الجاهلي التي أثارها الدكتور طه حسين.
وُلِد الأسد في مدينة العقبة بالأردن، سنة 1922 لأب أردني وأم لبنانية، تلقَّى تعليمه الجامعي وحصل على درجة الدكتوراه بتقدير ممتاز من جامعة القاهرة عام 1955، وحاضر في عدد من الجامعات ومعاهد البحوث في الأردنِّ وليبيا ومصر. وفضلًا عن عمله (الأكاديمي) تولَّى مناصب ثقافية وسياسية رفيعة، فكان عضوًا في مجامع اللغة العربية بعدَّة دول، وسفيرًا وعضوًا في مجلس الأعيان الأردني. امتدت حياته إلى عمر ناهز 93 عامًا حافلة بالإنجازات العلمية والثقافية، وتُوفي سنة 2015 مخلفًا إرثًا فكريًا مميزًا في الدراسات الأدبية والنقدية.
كان ناصر الدين الأسد في أطروحته التي نال بها درجة الدكتوراه، أولَ من وجَّه نقدًا منهجيًا لعميد الأدب العربي طه حسين وللتيار الذي تبنَّى منهجه في دراسة الأدب الجاهلي والتشكيك بأصالته. وقد جاءت ضمن المماحكات الفكرية حينئذ ولا سيَّما بعدما أصدر طه حسين كتابه «في الشعر الجاهلي» وشكَّك فيه بكثير من مصادر الشعر الجاهلي. إلا أن الأسد في أطروحته تلك - التي كانت بإشراف شوقي ضيف - أثبت مصادر الشعر الجاهلي وقِدَمها وأصالتها. وعُدّت أطروحته كتابًا جامعًا وافيًا تناول فيه موضوع الشعر الجاهلي بدراسة متأنية شاملة ومنهجية، استقصى فيها مختلِف جوانب القضية، فلم يُغفل شاردة ولا واردة ذات صلة بالموضوع إلا وطرحها وفصَّلها بطريقة علمية ومنهجية. استعرض الأسد في مؤلفه جميع الآراء التي تناولت الشعر الجاهلي، وناقشها بروح علمية تتسم بالموضوعية والتجرُّد قبل أن يعرض رأيه الخاص. ومع أن الأسد اعتمد في دراسته على الشواهد الخارجية، مقابل عناية طه حسين بالشواهد الداخلية في تحليله للنصوص، عُدَّ كتاب الأسد من أقوى الردود وأشملها على طروحات طه حسين. وأسفر هذا التباين في الرؤى إلى خلاف علمي تطوَّر إلى مشادَّات فكرية وأدبية بين الأديبين، غير أن هذه الخلافات لم تلبث أن تحوَّلت إلى صداقة وطيدة استمرَّت حتى وفاة طه حسين.

## ولادته وتحصيله
وُلِد ناصر الدين بن محمد بن أحمد بن جميل الأسد بمدينة العقبة الأردُنِّية المطلَّة على البحر الأحمر، يوم الأربعاء 24 ربيع الآخر 1341هـ الموافق 13 ديسمبر (كانون الأول) 1922م. كان والده محمد أحمد جميل الأسد أحد المشاركين في الثورة العربية الكبرى وخدم مع الأمير فيصل بن الحسين خلال الحرب العالمية الأولى، ثم انتقل للعمل بالتجارة في عمّان بعد انتهاء الثورة. أما والدته فهي ماري جريس شعيّا، لبنانية من الطائفة المارونية، اعتنقت الإسلام عند زواجها وتسمّت بأمينة بنت عبد الله. نشأ الأسد في بيئة بدوية في بادية العقبة وجنوب الأردن، وتأثر منذ طفولته بأجواء الصحراء ولغتها وأشعارها. تلقى تعليمه الابتدائي في بلدته ثم انتقل في مرحلتي التعليم المتوسط والثانوي بين مدارس مدن الجنوب الأردني (مثل الشوبك ووادي موسى) والعاصمة عمان.

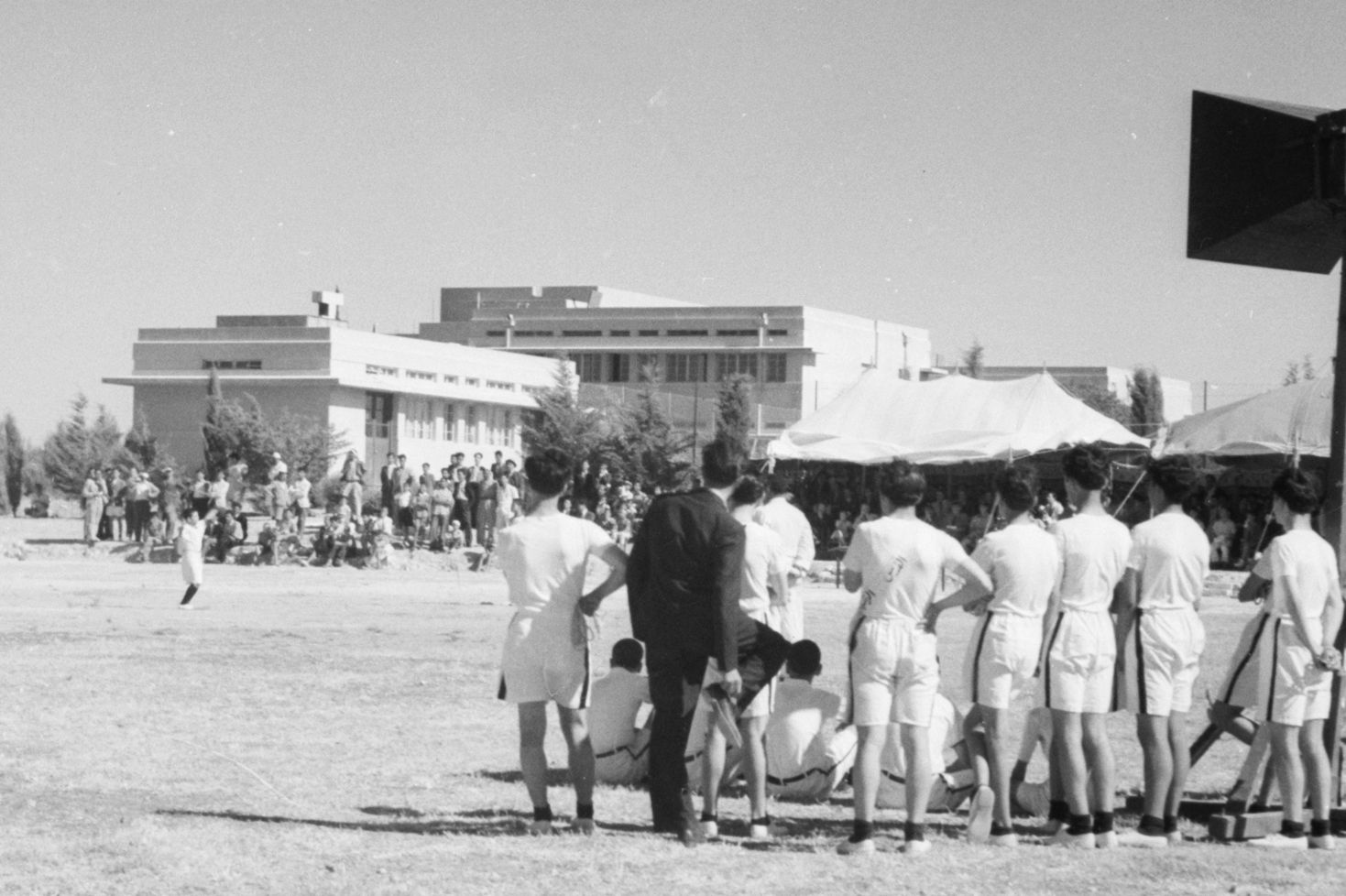
الكلية العربية في القدس، حيث درس ناصر الدين الأسد المرحلة الثانوية

بدأت اهتماماته الأدبية تظهر مبكرًا بفضل قراءاته الواسعة التي أكسبته ثقافة موسوعية ولغة عربية فصيحة. خلال دراسته بعمّان تتلمذ على يد أساتذة أدباء منهم الشاعر كاظم الخالدي والشاعر عبد المنعم الرفاعي والأديب سعيد الدرة؛ مما غذّى شغفه بالأدب العربي قديمه وحديثه. في عام 1939 التحق الأسد بالكلية العربية في القدس لإتمام دراسته الثانوية ضمن بعثة دراسية، فكانت القدس أول مدينة كبيرة يرى معالمها خارج مسقط رأسه. تخرّج من الكلية العربية عام 1943 والتي كانت آنذاك أرقى مؤسسة تعليمية في فلسطين والأردن، تتلمذ فيها على يد أعلام مثل إسحاق موسى الحسيني وأحمد سامح الخالدي والمؤرخ نقولا زيادة. كان من زملائه آنذاك عددٌ من كبار الشخصيات في الشام والخليج العربي، منهم جبرا إبراهيم جبرا ومحمود علي الغول. كما درس معه ودرّس في الجامعة الأردنية إلى جانبه كل من إحسان عباس، ومحمود السمرة، وهاشم ياغي، عبد الرحمن ياغي.
خلال تلك الفترة فُجع الأسد بوفاة والدته سنة 1936 ثم وفاة والده سنة 1939 بينما كان في سنته الدراسية الأخيرة، فاضطر لتحمل المسؤولية مبكرًا فعمل كاتبًا لفترة قصيرة في ديوان قاضي القضاة والمحكمة الشرعية بعمّان إلى أن أتم دراسته. بعد نيله شهادة الدراسة الثانوية، عاد الأسد إلى عمّان وعمل مدرسًا لفترة وجيزة في مدارسها. ثم سنحت له فرصة إكمال تعليمه العالي، فسافر عام 1944 إلى مصر والتحق بجامعة فؤاد الأول (جامعة القاهرة حاليًا). درس في كلية الآداب قسم اللغة العربية وتتلمذ هناك على يد كبار الأساتذة ومنهم عميد الأدب العربي طه حسين والأديب أمين الخولي والشاعر عباس محمود العقاد والدكتور شوقي ضيف.
حصل ناصر الدين الأسد على درجة الليسانس (البكالوريوس) في اللغة العربية من جامعة القاهرة سنة 1947 بتقدير ممتاز، وكان أول أردني ينال شهادة جامعية من هذه الجامعة العريقة. ونال في العام نفسه جائزة طه حسين من مصر تقديرًا لنبوغه الدراسي (وهي جائزة حملت اسم أستاذه تقدّمها الجامعة للمتفوقين). واصل الأسد دراساته العليا بجامعة القاهرة فحصل على درجة الماجستير عام 1951، ثم درجة الدكتوراه عام 1955 بإشراف الدكتور شوقي ضيف. كانت أطروحته للدكتوراه بعنوان «مصادر الشعر الجاهلي وقيمتها التاريخية» وقد نوقشت في غياب طه حسين الذي كان في إجازة آنذاك، ونال بها درجة الامتياز ليصبح بذلك أول أردني ينال درجة الدكتوراه من جامعة القاهرة.

## وظائفه ومناصبه
بعد إتمام دراساته العليا، بدأ ناصر الدين الأسد مسيرته المهنية بالتدريس والعمل الأكاديمي. فقد عمل محاضرًا في جامعة القاهرة والجامعات العربيّة هناك ومعهد البحوث والدراسات العربية في القاهرة في منتصف الخمسينيات، كما كان يواظب أثناء إقامته في مصر على حضور مجالس كبار الأدباء مثل طه حسين وعباس محمود العقاد ومحمود محمد شاكر، مما أتاح له الانخراط في الوسط الثقافي العربي الراقي آنذاك. في الفترة من 1954 إلى 1959 عُيّن الأسد وكيلًا (نائبًا) لمدير الإدارة الثقافية في الأمانة العامة لجامعة الدول العربية بالقاهرة، وكان بذلك مشاركًا في جهود التنسيق الثقافي العربي في مرحلة ما بعد الاستقلال.
انتقل الأسد عام 1959 للعمل في ليبيا، حيث تولّى عمادة كلية الآداب والتربية بالجامعة الليبية في مدينة بنغازي خلال الفترة 1959–1961. أسهم هناك في تطوير مناهج الدراسة الجامعية ووضع أسس البحث العلمي في تخصص اللغة العربية وآدابها. وفي عام 1962 عاد إلى الأردن بدعوة من الملك الحسين بن طلال للمساهمة في تأسيس الجامعة الأردنية (أول جامعة في البلاد). لعب الأسد دورًا محوريًا في إنشاء الجامعة الأردنية ووضع هيكلها الأكاديمي، وتولّى رئاسة الجامعة كأول رئيس لها منذ تأسيسها عام 1962 وحتى عام 1968. وخلال رئاسته الأولى للجامعة الأردنية، عمل على استقطاب نخبة من الأساتذة العرب، وأرسى تقاليد أكاديمية رصينة جعلت من الجامعة نواة للتعليم العالي في الأردن. وبعد انتهاء فترته الأولى، أُعيد تعيينه رئيسًا للجامعة الأردنية مرة ثانية ما بين 1978 و1980 لاستكمال مسيرة تطويرها.
إلى جانب عمله الجامعي، واصل الأسد الإسهام في العمل الثقافي العربي. فقد شغل منصب المشرف على الشؤون الثقافية في المنظمة العربية للتربية والثقافة والعلوم (ألكسو) خلال الفترة 1968–1977، حيث أشرف على برامج النهضة الثقافية والتعليمية على مستوى الوطن العربي. كما عُيّن سفيرًا للأردن لدى المملكة العربية السعودية بين عامي 1977 و1978، مستفيدًا من مكانته الفكرية في تعزيز العلاقات الثقافية بين البلدين.

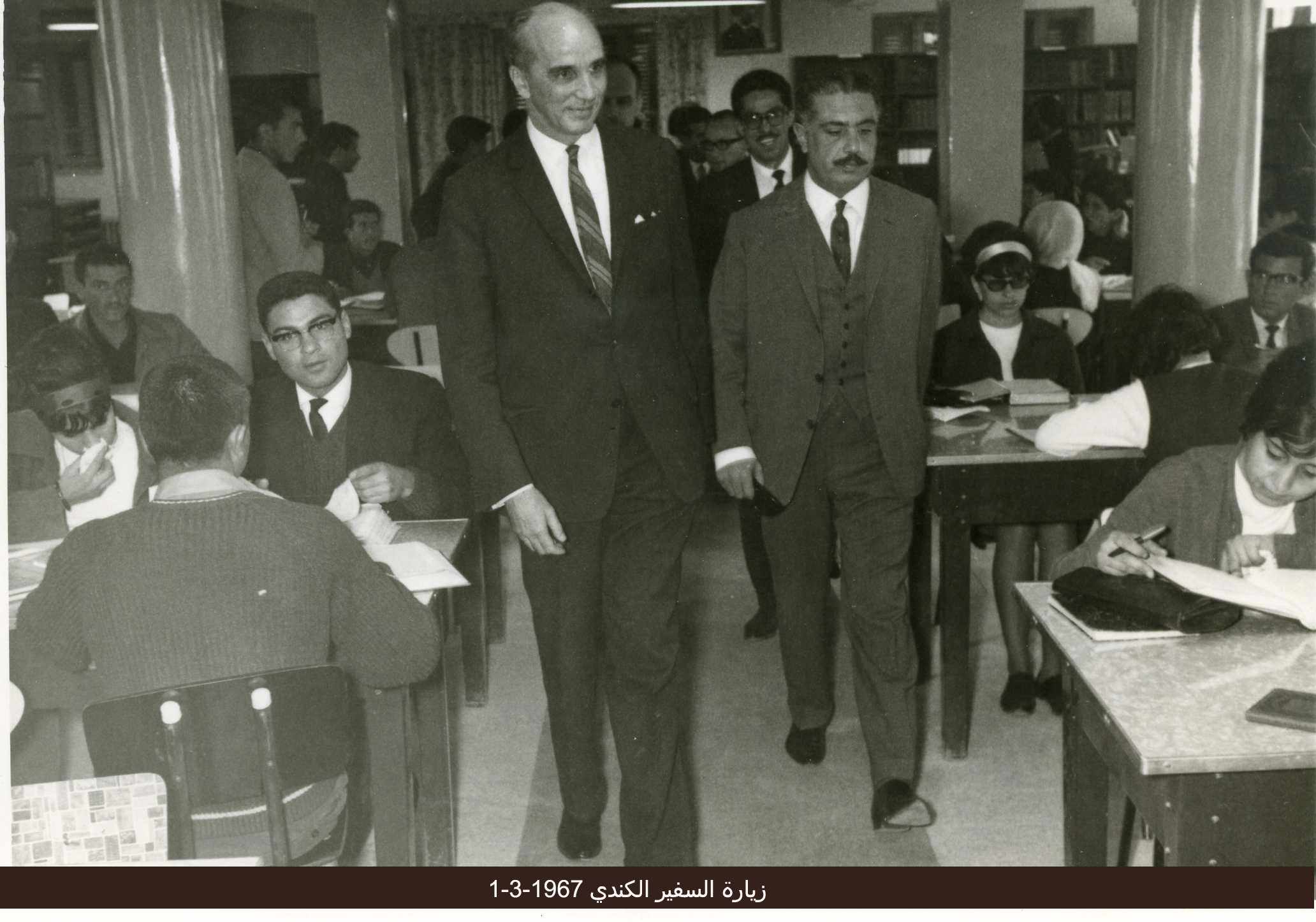
ناصر الدين الأسد والسفير الكندي في مكتبة الجامعة الأردنيّة

وفي عام 1985، دخل الأسد السلك الحكومي وزيرًا، إذ تولّى حقيبة وزارة التعليم العالي والبحث العلمي في الأردن كأول من يشغل هذا المنصب المستحدث، واستمر فيه حتى عام 1989. وخلال توليه الوزارة، عمل على تطوير سياسات التعليم الجامعي وإنشاء جامعات جديدة وتحفيز البحث العلمي. عقب ذلك، بقي الأسد فاعلًا في الميادين الأكاديمية، فعُيّن رئيسًا لجامعة عمّان الأهلية (إحدى أولى الجامعات الخاصة في الأردن) بين 1991 و1993، ثم عضوًا في مجلس الأعيان (الغرفة العليا للبرلمان الأردني) للفترة 1993–1997، حيث ساهم بخبرته في لجان التعليم والثقافة. تمتع ناصر الدين الأسد بعضوية عدد من المؤسسات والمجامع العلمية المرموقة عربيًا ودوليًا. فقد اختير عضوًا في مجمع اللغة العربية بالقاهرة، ومجمع اللغة العربية بدمشق، ومجمع اللغة العربية في عمّان (حيث كان من المؤسسين). كما كان مراسلًا للمجمع العلمي العربي الهندي في عليكرة بالهند منذ عام 1976،  وعضوًا في أكاديمية المملكة المغربية، وعضوًا في مجلس الأمناء في جامعة الإسراء بعمّان، ومجلس أمناء جائزة عبد المجيد شومان الدولية للقدس. إضافة إلى ذلك، ترأس الأسد مجلس أمناء مؤسسة آل البيت للفكر الإسلامي في عمّان (المجمع الملكي لبحوث الحضارة الإسلامية) لمدة عقدين (1980–2000)، وأسهم من موقعه هذا في رعاية العديد من المشروعات البحثية في علوم الشريعة والتاريخ الإسلامي. وشغل أيضًا رئاسة مجلس أمناء موسوعة فلسطين، واللجنة الملكية لشؤون القدس؛ ما يؤكد حضوره في الشأن الفكري والقومي. تعددت المناصب التي تقلدها الأسد على مدار حياته، لكنه ظل في جميعها مثالًا للمثقف الموسوعي الملتزم بخدمة وطنه وأمّته ولغته العربية.

## مسيرته الفكرية والأدبية

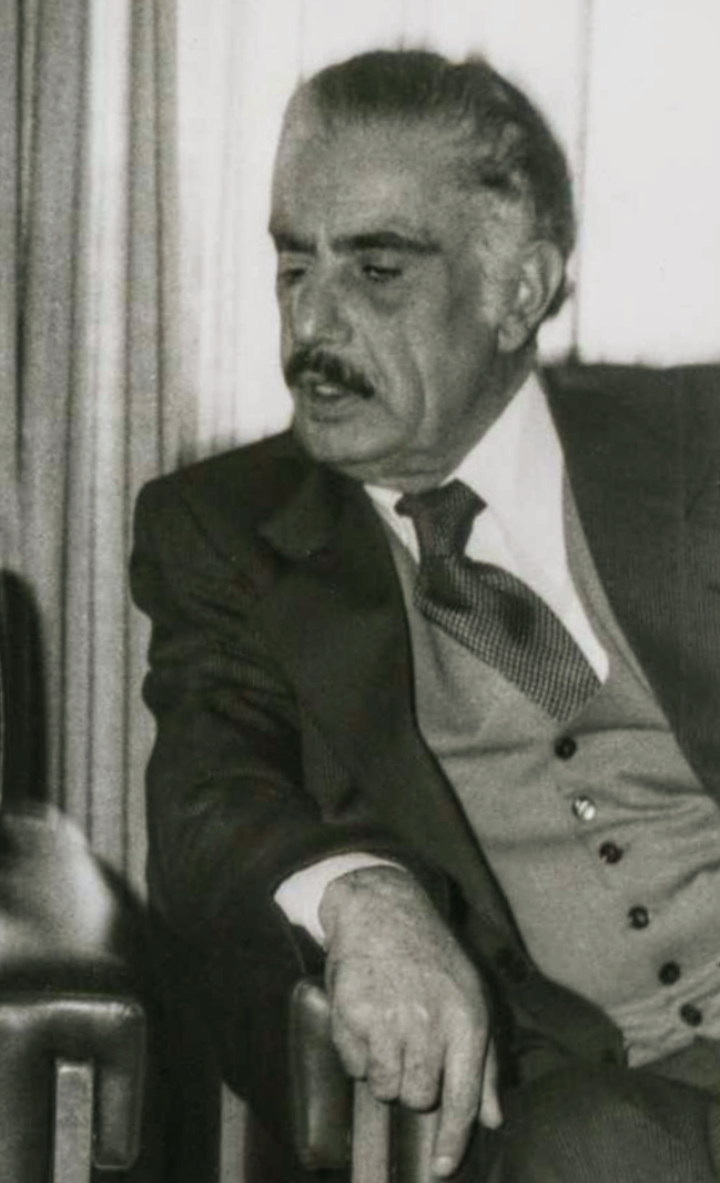
ناصر الدين الأسد في ستينيات القرن الماضي من مكتبه في الجامعة الأردنية.

يُعد ناصر الدين الأسد علمًا بارزًا في مجال الدراسات الأدبية والنقدية العربية، جمع في مسيرته بين منهجية البحث الأكاديمي الحديث والوفاء لتراث الأدب العربي القديم. تأثر في شبابه بأساتذته من رواد النهضة الأدبية؛ فقد كان تلميذًا للأديب طه حسين وتأثر بمنهجه النقدي التاريخي، لكنه في الوقت ذاته تبنّى آراءً مستقلة اتسمت بمزيد من الدقة والموضوعية مقارنةً بأستاذه. وهذا ما ظهر جليًا في دراسته الشهيرة عن الشعر الجاهلي؛ إذ قدّم وجهة نظر مخالفة لبعض أطروحات طه حسين مشفوعة بالأدلة العلمية والتحليل المنهجي. وقد أشاد طه حسين نفسه فيما بعد بموضوعية تلميذه الأسد رغم اختلاف الرؤى بينهما.
ركز الأسد جهوده البحثية على حقول الأدب العربي في العصر الجاهلي وصدر الإسلام والعصر الحديث على السواء. ففي دراسته «مصادر الشعر الجاهلي وقيمتها التاريخية» (الصادرة سنة 1956) تناول بالتحقيق الدقيق مصادر الشعر الجاهلي المكتوب والشفهي، وأثبت بأدلة موثوقة أن قسمًا كبيرًا من هذا الشعر دوّن في عصره أو قريبا منه، مفندًا بذلك مزاعم الانتحال التي أثارها المستشرق مرجليوث وتبناها طه حسين في كتابه «في الشعر الجاهلي». لم يكن في نية ناصر الدين الرد على طه حسين في أطروحته، بل كانت كتابته من باب التأصيل للشعر في ذلك الوقت. وقد وقعت بينهما مشادات كلامية وأدبية، سرعان ما تطورت إلى صداقة حقيقية استمرت حتى وفاة طه حسين. بات كتاب الأسد منذ صدوره مرجعًا أساسيًا لا غنى عنه للباحثين في الأدب الجاهلي عبر عقود. تميّز منهج الأسد في هذا المؤلَّف بالأصالة والصرامة العلمية، إذ اعتمد على تتبع الروايات التاريخية للشعر ونقدها وتحليل البيئة الجاهلية وثقافتها لبيان أن الشعر القديم نتاج أصيل لتلك البيئة وليس مختلقًا من عصر لاحق.
كذلك اهتم الأسد بدراسة الحياة الأدبية في بلاد الشام (الأردن وفلسطين) خلال الحقبة الحديثة. ويعتبر كتابه «الاتجاهات الأدبية الحديثة في فلسطين والأردن» (1957) عملاً رائدًا في بابه، كونه أول دراسة نقدية تاريخية ترصد تطور الأدب الحديث في فلسطين والأردن منذ أواخر العهد العثماني حتى منتصف القرن العشرين. تناول فيه الحركة الشعرية والنثرية والصحافة الأدبية وأعلامها في البلدين، مسلطًا الضوء على التفاعل الثقافي بينهما وعلى تأثير الأحداث السياسية (كالنكبة) في نتاج الأدباء. كما أصدر كتاب «الشعر الحديث في فلسطين والأردن» (1961) الذي جمع فيه محاضراته حول نتاج أبرز الشعراء المحدثين في فلسطين والأردن خلال النصف الأول من القرن العشرين. وقد عرّف بهذين العملين بالأدب الفلسطيني والأردني في الأوساط الأكاديمية العربية، ووضع أسس نقدية لدراسته بعيدًا عن التغريب أو الاجتزاء.
إضافة إلى ذلك، عكف الأسد على دراسة بعض الظواهر الاجتماعية والثقافية في التراث العربي القديم. فكتب «القيان والغناء في العصر الجاهلي» (نُشر 1968) محللاً فيه دور القيان (المغنيات) وفن الغناء في المجتمع الجاهلي من منظور تاريخي وأدبي. واستقصى في هذا الكتاب أخبار المغنيات والشعراء المرتبطين بهن في العصر الجاهلي، مستنتجًا أن الفن الغنائي كان جزءًا أصيلًا من الحياة العربية القديمة ولم يكن طارئًا عليها. كذلك اهتم بأعلام النهضة الفكرية العربية في مطلع القرن العشرين، فأعد دراسة عن الأديب محمد روحي الخالدي (سياسي وأديب فلسطيني من رواد النهضة) مبرزًا إسهاماته. كما كتب عن خليل بيدس بوصفه رائد القصة القصيرة الحديثة في فلسطين، معرفًا بإسهام هذا الأديب في تأسيس فن السرد القصصي عربيا مطلع القرن العشرين.
ومن جوانب فكر الأسد أيضًا اهتمامه بالتعليم والثقافة من منظور إسلامي حضاري. فقد قدّم في كتاب «تصورات إسلامية في التعليم الجامعي والبحث العلمي» رؤية لتناغم القيم الإسلامية مع التطور العلمي الحديث في الجامعات، داعيًا إلى منهج وسطي يزاوج بين الأصالة والمعاصرة في التعليم العالي. ورأى الأسد ضرورة التوفيق بين العروبة والإسلام بوصفهما مكونين متلازمين لهوية الأمة، منتقدًا محاولات البعض إحداث قطيعة أو تعارض مصطنع بينهما. كما تناول في بعض مقالاته قضية الحوار مع الغرب، ومن أشهر ما كتب في ذلك كتاب «نحن والآخر: صراع وحوار» الذي ناقش فيه علاقات المثاقفة والصدام الحضاري بين العرب والغرب، داعيًا إلى حوار قائم على الندية والفهم المتبادل.
امتازت كتابات ناصر الدين الأسد عمومًا بأسلوب عربي فصيح رصين يجمع بين السلاسة والدقة العلمية. وكان يؤمن بأهمية اللغة العربية في بناء الهوية الفكرية والثقافية للأمة، إذ يقول: «اللغة في كل أمة هي أهم عنصر من عناصر شخصيتها». لذا دافع طيلة حياته عن سلامة اللغة وضرورة استخدامها في ميادين العلم والمعرفة كافة، ورأى في إهمالها ضربًا لهوية الأمة. وقد أثرى الأسد المكتبة العربية بأكثر من 60 كتابًا وبحثًا في اللغة والأدب والتاريخ، إلى جانب تحقيقه عددًا من النصوص التراثية المهمة (مثل تحقيق تاريخ نجد وديوان قيس بن الخطيم)، ومساهمته في ترجمة بعض المؤلفات التاريخية إلى العربية (أبرزها كتاب «يقظة العرب» لجورج أنطونيوس الذي نقله مع إحسان عباس إلى العربية). وبفضل هذا الإنتاج العلمي الغزير والمتنوع، يُنظر إلى الأسد باعتباره من رواد النهضة الأدبية الذين وصلوا الماضي بالحاضر، ووضعوا منهجيات رصينة لدراسة تراثنا الأدبي ونقده بعين موضوعية منفتحة.

### نقده لطه حسين
مثّلت العلاقة الفكرية بين ناصر الدين الأسد وأستاذه الدكتور طه حسين فصلًا مهمًا في مسيرة كل منهما، خاصة فيما يتعلق بقضية الشعر الجاهلي. كان الأسد يُكبر مكانة طه حسين العلمية ويصفه بالموسوعي وصاحب الباع الطويل في الأدب والفكر، إلا أنه اختلف معه في بعض الاستنتاجات حول الشاعر الجاهلي. بدأت الحكاية حين نشر طه حسين عام 1926 كتابه الشهير «في الشعر الجاهلي» الذي أثار عاصفة من الجدل بسبب تشكيكه في صحة نسبة كثير من الشعر الجاهلي إلى قائليه في ما قبل الإسلام. وبعد نحو ثلاثين عامًا، قدّم الأسد أطروحته للدكتوراه «مصادر الشعر الجاهلي وقيمتها التاريخية» عام 1955 التي تناول فيها نفس الموضوع ولكن بمنهج مغاير؛ إذ جمع الأسد مصادر متنوعة للشعر الجاهلي وحللها تاريخيًا، وانتهى إلى إثبات أصالة قسم كبير من ذلك الشعر، معترضًا بصورة علمية على منهج الشك المطلق الذي تبناه طه حسين. ورغم أن الأسد لم يصرّح في أطروحته أنه يكتب ردًا مباشرًا على طه حسين، فإن الأوساط العلمية اعتبرت عمله تفنيدًا هادئًا ومدروسًا لفرضيات أستاذه.
عندما نوقشت رسالة الدكتوراه للأسد في كلية الآداب بجامعة القاهرة، كان طه حسين غائبًا في إجازة خارج مصر. ويُروى أنه عند عودته واطلاعه على محتوى الرسالة غضب واعتبرها تحديًا لآرائه، فبادر بزيارة مكتب الأسد دون سلام وأفرغ ما في جعبته من غضب وانتقاد حاد. وقد استمع الأسد باحترام ولم يُجب حرصًا على مقام أستاذه وخشية أن يُحسب من «المغضوب عليهم» في الوسط الأكاديمي. ثم ما لبث أن هدأ غضب طه حسين بعد فترة قصيرة، فعاد لزيارة تلميذه ولكنه هذه المرة صافحه وأثنى على جهده العلمي وأقرّ بأن منهجه وأسلوبه الأدبي في الرسالة جيدان. ويروي الأسد أنه زار طه حسين في عام 1973 أيامه الأخيرة، فوجده وحيدًا في داره، وقد انفضّ عنه كثير ممن كانوا بالأمس يشيدون بفضله ويمتدحون آثاره. وكان هذا المشهد شاهدًا ناطقًا على صفاء العلاقة الإنسانية التي ظلّت قائمة بين الأستاذ وتلميذه، رغم ما شاب مواقفهما من خلاف علمي واختلاف فكري. جسّد الأسد بذلك منهجه الذي آمن به في الوسطية والاعتدال والموضوعية؛ فلا إفراط في التقديس الذي يعمي عن النقد، ولا تفريط في اللياقة الأدبية وأخلاقيات الحوار. وهكذا تميز نقد الأسد لطه حسين بكونه نقدًا علميًا منهجيًا لا شخصيًا، هدفه الوصول للحقيقة وخدمة الأدب العربي، وهو ما تحقق حين أصبحت دراسته مرجعًا في بابه إلى جانب عمل أستاذه، وبذلك استكمل المشروع النقدي حول الشعر الجاهلي من زوايا متعددة.

## مؤلفاته وآثاره
يعد ناصر الدين الأسد من أبرز الدارسين العرب المحدثين الذين أخذوا أنفسهم بالمنهج العلمي في التزام عجيب، وإصرار صارم، ولعل ذلك يفسر قلة إنتاجه نسبيا. فيما يلي قائمة بأهم كتب ناصر الدين الأسد مرتبة زمنيًا حسب تاريخ النشر:
| السنة | المؤلَّف                                                  | وصف |
| ----- | ------------------------------------------------------- | --- |
| 1956  | مصادر الشعر الجاهلي وقيمتها التاريخية                   | دراسة أكاديمية تناولت مصادر الشعر الجاهلي وموثوقيتها التاريخية. |
| 1957  | الاتجاهات الأدبية الحديثة في فلسطين والأردن             | بحث تاريخي ونقدي يرصد تطور الحركة الأدبية الحديثة في فلسطين والأردن مطلع القرن 20.                                                                                                |
| 1961  | الشعر الحديث في فلسطين والأردن                          | مجموعة محاضرات ودراسات حول أبرز شعراء الحداثة في فلسطين والأردن خلال النصف الأول من القرن العشرين.                                                                                |
| 1968  | القيان والغناء في العصر الجاهلي                         | دراسة تاريخية وأدبية عن دور المغنيات وفن الغناء في المجتمع الجاهلي وظواهره الثقافية.                                                                                              |
| 1969  | خليل بيدس رائد القصة الحديثة في فلسطين                  | دراسة عن الأديب خليل بيدس وإسهامه في تأسيس القصة القصيرة العربية الحديثة في فلسطين.                                                                                               |
| 1980  | محمد روحي الخالدي                                       | عرض لسيرة وأعمال محمد روحي الخالدي كأحد رواد الفكر والأدب في فلسطين مطلع القرن العشرين.                                                                                           |
| 1992  | تصورات إسلامية في التعليم الجامعي والبحث العلمي         | كتاب يتضمن رؤى وأفكارًا حول تطوير التعليم العالي والبحث العلمي بمنظور إسلامي معاصر.                                                                                                |
| 1997  | نحن والآخر: صراع وحوار                                  | مقالات في نقد العلاقة بين الحضارة العربية الإسلامية والغرب، ودعوة إلى الحوار والتفاهم بدل الصراع.                                                                                 |
| 1999  | نشأة الشعر الجاهلي وتطوره (دراسة في المنهج) محاولة أولى | دراسة نقدية منهجية تناول فيها نشأة الشعر الجاهلي وتطوره، معتمدًا على تحليل النصوص ومناقشة الروايات التاريخية، في محاولة لتأصيل الظاهرة الشعرية في بيئتها الثقافية والأدبية الأولى. |
| 2012  | تحقيقات في اللغة والأدب                                 | سفرٌ علمي يعكس شغف ناصر الدين الأسد العميق بالكلمة العربية، جمع فيه بحوثه المتفرقة بروح الباحث المدقق، ليقدّم دراسة تجمع بين العلم والمنهج والعقل في خدمة اللغة والأدب.             |

إضافة إلى ما سبق، للأسد عشرات الدراسات والمقالات الأخرى في دوريات محكّمة ومجلات ثقافية، فضلاً عن تحقيقه نصوصًا تراثية وترجماته لكتب تاريخية وفكرية إلى العربية. وتجاوز مجموع عناوين مؤلفاته 64 عنوانًا في الأدب واللغة والتاريخ كما تشير بعض المصادر.

## جوائزه وتكريمه
نال ناصر الدين الأسد خلال مسيرته العديد من الأوسمة والجوائز التكريمية تقديرًا لإسهاماته الفكرية والأدبية، ومن أبرزها:
- 1947: جائزة طه حسين: جائزة مصرية تقديرية حازها في مطلع مسيرته بعد تخرجه في جامعة القاهرة، وتحمل اسم أستاذه الدكتور طه حسين تكريمًا للمتفوقين في الدراسات الأدبية.[2] كانت هذه الجائزة بمثابة دفعة معنوية كبيرة للأسد في مستهل حياته الأكاديمية.
- 1982: جائزة الملك فيصل العالمية في اللغة العربية والأدب: إحدى أرفع الجوائز العالمية في الأدب العربي، مُنحت له تقديرًا لإسهامه المتميز في دراسة الأدب العربي القديم، ولا سيما كتابه «مصادر الشعر الجاهلي وقيمتها التاريخية» الذي امتاز بالأصالة والموضوعية والدقة العلمية في بحث قضايا الشعر الجاهلي.[4] وقد جاء في حيثيات منحه الجائزة أنه بدراساته تلك حقق هدفًا من أهداف الجائزة بتصديه علميًا للشبهات حول التراث الشعري القديم.[4]
- 1995: جائزة سلطان بن علي العويس الثقافية: جائزة مرموقة من دولة الإمارات العربية المتحدة تُمنح للمبدعين العرب في الحقول الأدبية والفكرية. نالها الأسد عن مجمل إنجازاته في ميدان الدراسات الأدبية والنقدية، تأكيدًا لمكانته كأحد كبار الأدباء والنقاد العرب في العصر الحديث.
- 2003: جائزة الدولة التقديرية في الآداب: أرفع جائزة أدبية في المملكة الأردنية الهاشمية، منحتها له الدولة تكريمًا لعطائه الطويل في خدمة الأدب والثقافة الأردنية والعربية. وقد مثّل الأسد بها بلده في سجل كبار المفكرين الذين كُرِّموا على المستوى الوطني.
- 2011: جائزة نجيب محفوظ للكاتب العربي: جائزة يقدمها اتحاد كتّاب مصر باسم الأديب العالمي نجيب محفوظ لتكريم كبار الكتّاب العرب عن مجمل أعمالهم. تسلّم الأسد هذه الجائزة في حفل بالقاهرة، وألقى كلمة قصيرة عبّر فيها عن اعتزازه بهذا التكريم الذي جاء في ختام مسيرته، قائلاً: «أقف اليوم مطوَّقًا بجائزة طه حسين في البدء، وبجائزة نجيب محفوظ في الختام. فأيُّ تاجٍ أعزُّ من تاجي!».[19]

### الأوسمة
إلى جانب ما سبق، حظي ناصر الدين الأسد بتكريمات وأوسمة أخرى؛ فقد مُنح عدة أوسمة.
- :  وسام الاستقلال الأردني من الدرجة الأولى.
- :  وسام النهضة.
- : شهادة اليوبيل الفضي.[10]

وكرَّمته مؤسسات علمية بمنحه عضوية فخرية أو احتفالات تأبين لإنجازاته. ويُذكر أنه كان ضيف شرف في العديد من المؤتمرات والمهرجانات الأدبية العربية.

## حياته الشخصية
لم يُكشف الكثير عن حياة ناصر الدين الأسد الشخصيّة. يٌقال أنه تزوّج ناصر الدين الأسد خلال إقامته للدراسة في مصر، وذلك أواخر عام 1947 قبيل حصوله على شهادة الليسانس. لم يُعرف اسم زوجته، لكن من المؤكد أنهما رُزقا بعدة أبناء وبنات. من أبنائه المهندس بشر والذي يُقال له المهندس ناصر الدين الأسد (على اسم والده)، ومن بناته سلافة الأسد التي تزوّجت من الطبيب مؤمن الحديدي.
عُرف عن الأسد تمسكه بالحياة العائلية الهادئة وحرصه على تخصيص وقت لعائلته رغم انشغالاته العلمية. وقد وهب في سنوات عمره الأخيرة مكتبته الشخصية الضخمة إلى مكتبة الجامعة الأردنية، حيث بلغ حجمها نحو 21 ألف كتاب ومخطوط، ولم يحتفظ أبناؤه إلا ببضعة كتب ذات قيمة عاطفية وتاريخية (منها نسخة نادرة من كتاب طه حسين «في الشعر الجاهلي» عام 1926). على الصعيد الشخصي، اتصف ناصر الدين الأسد بالتواضع الجمّ وبساطة العيش وكرم النفس، وكان أنيق المظهر رقيق الطباع، محافظًا على ابتسامة ودودة. وقد اشتهر بتمسكه الشديد باستخدام اللغة العربية الفصحى في أحاديثه ومحاضراته، حتى لُقّب بـ«الشاب الثمانيني» بسبب محافظته على حيويته وأناقة أسلوبه في شيخوخته، و«الأسد الوديع» لهدوئه ودماثته على الرغم من لقبه. ويُروى أنه كان شديد الحرص على اللغة العربية لدرجة أنه كان يصحح بأسلوب لطيف أي خطأ لغوي يسمعه في المجالس الرسمية. هذه الصفات الشخصية أكسبته احترامًا واسعًا في الوسطين الأكاديمي والاجتماعي.

## وفاته ونعيه
تٌوفي ناصر الدين الأسد في عمّان يوم الخميس 3 شعبان 1436هـ الموافق 21 مايو (أيار) 2015م، عن عمر ناهز 93 عامًا، بعد معاناة قصيرة مع المرض. أسلم الروح في مستشفى عمَّان الجراحي حيث كان يتلقَّى العلاج.
نعى الأردن فقيده رسميًا وشعبيًا، وأُقيمت صلاة الجنازة عليه بعد صلاة عصر يوم الجمعة التالي في مسجد الجامعة الأردنية قبل مواراته الثرى في مقبرة العائلة. حضر الجنازة حشد كبير من مسؤولي الدولة والمثقفين وطلابه ومحبيه، في مشهد وداع يليق بقامة علمية وفكرية كبيرة خدمت الوطن والأمّة. وقد أصدر اتحاد الكتّاب والأدباء العرب بيان نعي أشار فيه إلى أن رحيل الأسد مثّل خسارة فادحة للفكر والثقافة العربية. ترك الأسد وراءه إرثًا علميًا غنيًا ومئات الدراسات والمقالات التي لم تُجمع في كتب بعد، إذ يُذكر أن لديه مخطوطات غير منشورة تحفظ بها عائلته. كما ترك أثراً عميقاً في نفوس طلابه وزملائه الذين تتلمذوا على يديه أو عملوا معه، واشتهر وسطهم برصانته وموضوعيته ونزاهته العلمية. وقد قامت الجامعة الأردنية، التي كان أحد مؤسسيها ورئيسها الأوّل، بتكريمه بإطلاق اسمه على إحدى قاعات المكتبة تكريمًا لجهوده، وبعرض مقتنيات من مكتبته الشخصية التي كان قد أهداها للجامعة قبل وفاته بقليل. وستظل مساهمات ناصر الدين الأسد حاضرة في ذاكرة الأدب العربي، بما قدّمه من دراسات أسست لمناهج جديدة في البحث الأدبي والتاريخي، وبما خلّفه من تلامذة ساروا على دربه في خدمة لغة الضاد وتراثها.